# Павлюков Костянтин Григорович
Павлюков Костянтин Григорович (2 серпня 1963 — 21 січня 1987) — Герой Радянського Союзу.

## Біографія
Народився Костянтин в м. Барнаул Алтайського краю. Закінчив середню школу і вибрав професію військового льотчика. Навчання і льотна підготовка в Барнаульському вищому воєнному училищі льотчиків промайнули дуже швидко. По закінченню училища лейтенант К. Г. Павлюков зі своїми друзями був скерований для подальшого проходження військової служби в 368 окремий штурмовий авіаполк Прикарпатського військового округа, що базувався на аеродромі Калинів. Саме тут проходить становлення молодого льотчика, як повітряного бійця, тут він знаходить своє сімейне щастя.
В жовтні 1986 року в складі ескадрильї К. Павлюков прибув в 378 окремий штурмовий авіаційний полк, що базувався на аеродромі Баграм в Афганістані. Він пробув в цій країні неповних три місяця. Літав багато, по кілька бойових вильотів в день. Ось виписка з його нагородного листа: «Брав участь у всіх проведених операціях в Газні, Асадабаді, Гераті, Ургуні, в ущелинах Панджшер, Аліхель, Муральгаб. При виконані бойових завдань діяв тактично грамотно, мужньо, сміливо. Мав загальний наліт 415 годин. В Афганістані виконав 89 бойових вильотів з загальним нальотом 86 годин.»
21 січня 1987 року завдання поставлене парі штурмовиків Су — 25 у складі ст. л-нта Почкіна О. та ст. л-та Павлюкова К. було не складним — прикрити та забезпечити посадку пасажирських і транспортних літаків на аеродромі Кабул.
Після зльоту пара літаків лівим розворотом почала крутий набір висоти. При виконані другого розвороту на висоті приблизно 2000 метрів в літак веденого влучила ракета ПЗРК «СТІНГЕР» (переносний зенітно-ракетний комплекс американського виробництва). Все сталося дуже швидко, не було часу доповісти ведучому по радіо. Відстріл крісла катапульти і вибух літака стався майже одночасно. Парашут відкрився біля самої землі. Пошук старшого лейтенанта К.Павлюкова почався негайно.
Через три хвилини в район пошуку вилетіла пара Су-25 майора Рибакова О., через дев'ять — два пошуково-рятувальні вертольоти Мі-8 та пара бойових Мі-24. Але, на жаль, знайти льотчика або парашут не вдалося. Пошук ускладнився внаслідок роботи кількох радіостанцій противника на аварійних частотах, в результаті вертольоти попали під вогонь ДШК, одержали пошкодження, а один із членів екіпажа вертольоту дістав поранення. Через одну годину 17 хвилин після події, в район пошуку вирушив парашутно-десантний полк в складі двох батальйонів. Через міновані дороги, вогневу протидію душманів, засади й темряву десантники змогли пробитись до кишлаку Абдібай та блокувати район тільки на світанку 22 січня 1987 р. На вимогу командира полку десантників видати льотчика живого або мертвого та довгих переговорів, місцеві дехкани винесли тіло льотчика завернуте в плащ-накидку біля кишлаку Балагіль. Більше ніж дві сотні вогневих та ножових ран нарахували на тілі офіцера. У грудях набитих камінням — біліла записка брутального змісту.
Про подробиці останнього бою Павлюкова К. Г. стало відомо через кілька днів зі слів місцевих жителів та розвідника ХАД (служба безпеки Афганістану), який знаходився в банді і був відізваний на прохання нашого командування.
Після приземлення льотчика на краю кишлаку Абдібай бандити відкрили сильний вогонь. Унаслідок отриманих поранень льотчик був в не змозі скористатися аварійною радіостанцією та сигнальними набоями. Вожак банди зупинив стрілянину та наказав взяти льотчика в полон. На пропозицію вожака здатися в полон, Костянтин відповів влучним кидком гранати. Кілька душманів одержали поранення. Коли вороги зробили спробу приблизитись, льотчик відкрив вогонь з автомата. Бій тривав 30-40 хвилин. Побачивши радянські вертольоти над районом пошуку, вожак наказав покінчити з льотчиком. Банда відкрила вогонь зі всієї зброї. Він був весь зранений, але продовжував бій. Потім скінчились набої. До льотчика кинулась група захоплення, вибухом гранати радянський офіцер знищив ще кілька бандитів. Протягом десяти хвилин ніхто не наважувався приблизитись до льотчика, який не подавав ознак життя. Тоді вожак зі своїми охоронцями кинувся до пілота. Ледь вони приблизились, льотчик повернувся обличчям до неба і витяг кільце гранати зубами. Вибухом гранати були знищені троє ворогів, в том числі вожак банди. Так закінчився останній бій Костянтина Павлюкова…
…Потім було урочисте прощання особового складу полку зі своїм бойовим товаришем і проводи «чорного тюльпана», що відвіз Героя на Батьківщину. Герой Радянського Союзу Костянтин Григорович Павлюков похоронений в м. Барнаул, де проживають його батьки. Його іменем названа вулиця, де він проживав, школа № 87, де він навчався. В небо України піднімається літак Су-25 з написом на борту «Герой Радянського Союзу Костянтин Павлюков»…
Указом Президії Верховної Ради СРСР за мужність і героїзм, проявлені при виконанні «інтернаціонального обов'язку» в Афганістані, старшому лейтенанту Павлюкову Костянтину Григоровичу присвоєно звання Героя Радянського Союзу (посмертно).
Вдова і син Павлюкова проживають в м. Львові.